# Françoise Pascal
Françoise Pascal (Lione, 1632 – Parigi, 1698) è stata una poetessa, drammaturga e pittrice francese.

## Biografia
Figlia di un impiegato doganale del maresciallo Nicolas de Neufville de Villeroy, governatore della città, era lei stessa al servizio della prestigiosa famiglia de Villeroy.
Divenne nota per le sue poesie, per i dipinti (andati perduti) e soprattutto per le sue opere teatrali. Si trasferì a Parigi nel 1667, forse per tentare la carriera teatrale sui palcoscenici del capitale, ma a quanto pare senza successo. È stata la prima donna drammaturgo a vedere i propri lavori messi in scena da attori professionisti.

## Opere
- Agathonphile Martyr, Lyon, C. Petit, 1655.
- Diverses poésies, Lyon, Simon Matheret, 1657.
- Sésostris, Lyon, A. Offray, 1661.
- L'Endimione, 1657
- Il vecchio innamorato, 1664
- Le Commerce du Parnasse, Paris, C. Barbin, 1669.
- Cantiques spirituels ou Noëls nouveaux, sur la naissance du Sauveur, Paris, N. Oudot, 1670.
- Les Réflexions de la Madeleine dans le temps de sa pénitence, Paris, M. Coustelier, 1674
- Les Entretiens de la Vierge et de Saint Jean l'Évangéliste sur la vie et la mort du Sauveur, Paris, Veuve S. Huré, 1680.